# Tambla
Tambla est une municipalité du Honduras, située dans le département de Lempira. La municipalité comprend 4 villages et 40 hameaux. Elle est fondée en 1896.

## Source de la traduction
- (en) Cet article est partiellement ou en totalité issu de l’article de Wikipédia en anglais intitulé « Tambla » (voir la liste des auteurs).